# R. Dean Taylor
Richard Dean Taylor (* 11. Mai 1939 in Toronto, Ontario; † 7. Januar 2022) war ein kanadischer Sänger, Songschreiber und Musikproduzent, der als einer der wenigen weißen Künstler in den 1960er und 70er Jahren für Motown Records gearbeitet hat.

## Leben
Taylor startete seine Karriere Anfang der 1960er Jahre im heimatlichen Toronto. 1964 wurde er von Motown engagiert, wo er unter anderem mit Brian Holland und  Lamont Dozier zusammenarbeitete. Als Mit-Produzent war er für den Diana Ross & the Supremes Hit Love Child verantwortlich, den er auch mitgeschrieben hatte.
1967 schrieb er den Titel Gotta see Jane, mit dem er als Sänger 1968 seinen Durchbruch hatte, allerdings zunächst nur in England. Noch erfolgreicher war er 1970, inzwischen beim Motown Label Rare Earth, mit Indiana Wants Me, einem Nummer-2-Hit in England und einer Nummer 5 in den USA. Ebenfalls auf dem zweiten Platz in England landete 1974 There’s a Ghost in My House. Diesen Song hatte er bereits 1967 aufgenommen und damals ohne Erfolg veröffentlicht. Er wurde in Großbritannien mit Silber ausgezeichnet. Ebenfalls 1974 erreichte er noch einmal die Charts mit Window Shopping (Platz 41 in England).

## Diskografie (Auswahl)

### Alben
| Jahr | Titel                   | Höchstplatzierung, Gesamtwochen, AuszeichnungChartsChartplatzierungen (Jahr, Titel, Platzierungen, Wochen, Auszeichnungen, Anmerkungen) | Anmerkungen |
| Jahr | Titel                   | US | Anmerkungen |
| ---- | ----------------------- | --- | ----------- |
| 1971 | I Think, Therefore I Am | US198 (1 Wo.)US |             |

Weitere Alben
- 1975: L.A. Sunset

### Singles
| Jahr | Titel Album                                  | Höchstplatzierung, Gesamtwochen, AuszeichnungChartplatzierungen (Jahr, Titel, Album, Platzierungen, Wochen, Auszeichnungen, Anmerkungen) | Höchstplatzierung, Gesamtwochen, AuszeichnungChartplatzierungen (Jahr, Titel, Album, Platzierungen, Wochen, Auszeichnungen, Anmerkungen) | Höchstplatzierung, Gesamtwochen, AuszeichnungChartplatzierungen (Jahr, Titel, Album, Platzierungen, Wochen, Auszeichnungen, Anmerkungen) | Anmerkungen                                                  |
| Jahr | Titel Album                                  | DE | UK | US | Anmerkungen                                                  |
| ---- | -------------------------------------------- | --- | --- | --- | ------------------------------------------------------------ |
| 1968 | Gotta See Jane I Think, Therefore I Am       | — | UK17 (16 Wo.)UK | US67 (4 Wo.)US | Charteinstieg in US erst 1971 1974 in UK erneut auf Platz 41 |
| 1970 | Indiana Wants Me I Think, Therefore I Am     | — | UK2 (15 Wo.)UK | US5 (15 Wo.)US |                                                              |
| 1971 | Ain’t It a Sad Thing I Think, Therefore I Am | — | — | US66 (5 Wo.)US |                                                              |
| 1972 | Taos New Mexico –                            | — | — | US83 (3 Wo.)US |                                                              |
| 1974 | There’s a Ghost In My House –                | — | UK3 Silber · (12 Wo.)UK | — |                                                              |
| 1974 | Window Shopping L.A. Sunset                  | DE35 (3 Wo.)DE | UK36 (5 Wo.)UK | — |                                                              |